# 不列顛哥倫比亞大學圖書館
英屬哥倫比亞大學圖書館（University of British Columbia Library）是加拿大英屬哥倫比亞大學的圖書館系統，2004年在研究圖書館協會中位列第22。
該圖書館是加拿大最大的研究性圖書館， 在英屬哥倫比亞大學和其他地區有15個分支機構。
除去豐富的藏書，英屬哥倫比亞大學圖書館還藏有道格拉斯·庫普蘭德等知名人士的珍貴檔案。

## 外部連結
- UBC Library Home Page （页面存档备份，存于）
- About UBC Library（页面存档备份，存于）
- Wallace and Madeline Chung Collection（页面存档备份，存于）
- Search collections （页面存档备份，存于）